# Дойников, Дмитрий Евгеньевич
Дмитрий Евгеньевич Дойников (род. 20 мая 1994, Козьмодемьянск, Россия) — российский профессиональный баскетболист, играющий на позиции тяжёлого форварда.

## Карьера
Дойников выпускник СДЮШОР «Тимирязевская». Свой профессиональный путь в баскетболе начинал в юношеской команде ЦСКА, с которой завоевал бронзовые медали ДЮБЛ. Спустя год Дойников перешёл в подмосковный «Триумф» и стал серебряным призёром Единой молодёжной лиги ВТБ в составе «Триумфа-2». Попутно он помог команде МГАФК стать чемпионом АСБ.
Летом 2014 года Дойников продолжил карьеру в «Зените», но перед началом сезона 2014/2015 был отдан в аренду в экспериментальную сборную России. В Суперлиге Дмитрий провёл 33 матча, набирая в среднем за игру 3,7 очка, 1,5 подбора и 0,3 передачи.
В августе 2015 года Дойников перешёл в «Урал». В сезоне 2015/2016 Дмитрий провёл 24 игры в Суперлиге-1, набирая 5,9 очка и 3,3 подбора в среднем за игру.
В августе 2016 года Дойников продлил контракт с «Уралом». 14 декабря, в игре с «Темп-СУМЗ-УГМК», в борьбе за мяч в центре площадки Дмитрий оказался на паркете и не смог подняться самостоятельно. Ему потребовалась медицинская помощь и в игре он больше не появлялся. По словам президента «Урала» Станислава Ерёмина Дойников получил достаточно серьёзную травму и выбыл до конца сезона. 1 февраля 2018 года в матче с «Самарой» (62:78) Дмитрий принял участие в своей первой игре после травмы, вернувшись в строй спустя 13 месяцев. До конца сезона 2017/2018 Дмитрий провёл 15 матчей с показателями 2,6 очка и 1,5 подбора в среднем за игру.
В августе 2018 года Дойников подписал новый контракт с «Уралом». В сезоне 2018/2019 его статистика составила 8,8 очков, 5,1 подборов и 0,7 передач.
В июне 2019 года Дойников продлил контракт с «Уралом».
В августе 2020 года Дойников стал игроком МБА.
Сезон 2021/2022 Дойников начинал в Суперлиге-2 в составе «Русичей», но в январе 2022 года решил пойти на повышение и перешёл в Суперлигу-1, где в составе «Университета-Югра» провёл остаток сезона. В 13 матчах в Суперлиге-1 статистика Дмитрия составила 9,2 очка, 3,3 подбора, 1,2 передачи и 0,6 перехвата.
В августе 2022 года Дойников вернулся в «Русичи».
В конце декабря 2022 года Дойников перешёл в «Иркут».

## Сборная России
Летом 2014 года Дойникова впервые пригласили в состав сборной России для участия в Чемпионате Европы (до 20 лет). На Евробаскете Дойников провёл 5 матчей, отыграв 31 минуту.
В мае 2018 года Дойников был включён в состав сборной команды «Россия-1» для участия в Международном студенческом баскетбольном кубке.
В мае 2019 года Дойников вновь был включён в состав студенческой сборной России-1 для участия в Международном студенческом баскетбольном кубке. Уступив в финале студенческой сборной Сербии (74:86) сборная России-1 стала серебряным призёром турнира.
В июне 2019 года Дойников вошёл в итоговую заявку студенческой сборной России на Универсиаду-2019 в Неаполе.

## Достижения
- Обладатель Международного студенческого баскетбольного кубка: 2018
- Серебряный призёр Международного студенческого баскетбольного кубка: 2019
- Серебряный призёр Единой молодёжной лиги ВТБ: 2013/2014
- Чемпион АСБ: 2013/2014
- Бронзовый призёр ДЮБЛ: 2010/2011